# Грилоблатиди
Грилоблатиди (Grylloblattodea) — підряд крилатих комах (раніше ряд) ряду Notoptera. Підряд мав найбільше значення в палеозої, занепав на початку мезозою, але зберігся дотепер.

## Опис
Безкрилі середніх розмірів (20-30 мм) комахи, що мешкають в печерах і під камінням, біля кордонів льодовиків в горах. Їхній вигляд характерний тим, що поєднує в собі ознаки різних рядів. Нагадуючи і цвіркунів, і тарганів (що відображено в їх назві), грилоблатиди активні в нічний час, нечисленні і дуже примітивні. Деякі риси їх будови, наприклад редукція очей, відсутність крил і вічок, мабуть, свідчать про регрес. Інші риси — розвинений яйцеклад, довгі церки — надають їм схожість з вимерлими тарганами. Живуть грилоблатиди при низьких температурах. Життєвий цикл завершується за 5-7 років.
Серед відмінних рис грилоблатид можна виділити відсутність вічок, м'якість покривів, асиметричні геніталії самців, специфічну будову заднегрудки (має щілину).
Примітивність грилоблатид підкреслюється наступними ознаками:
- П'ятисегментні лапки, причому приблизно рівної довжини.
- Довгі, багатосегментні церки (придатки черевця).
- Трьохскладений яйцеклад.

Палеозойські Grylloblattodea були чотирьохкрилими комахами (на відміну від сучасних безкрилих форм). Крила відносно короткі, що нагадують по влаштуванню крила прямокрилих. Жилкування виглядає хаотичним, без ясно виражених жилок, несучих механічне навантаження. Так само не виражені посилені передні жилки, характерні для швидколітаючих комах. Тому грилоблатиди, швидше за все, літали погано, мало й повільно.

## Спосіб життя
Грилоблатиди мають неповне перетворення. Але всі стадії розвитку вони проходять на суші. Цікавою особливістю сучасних Grylloblattodea є повільний обмін речовин, дуже повільний розвиток (життєвий цикл становить 5-7 років), пристосованість до низьких температур (і при цьому чутливість до пониження і підвищення температури). Напевно, ці характеристики були притаманні і древнім грилоблатидам. За рахунок цього вони були успішні в палеозої в лісах з помірно теплим кліматом, але підвищення глобальної температури привело до їх зникнення.

## Класифікація
Єдиної думки про систематичне положення і філогенії цих комах до цих пір немає. Грилоблатиди особливо цікаві для систематиків. Вже немає сумнівів в їхній приналежності до групи Polyneoptera. Багато ентомологів вважають їх «живими копалинами» — представниками вимерлого в палеозої ряду Protorthopitera, інші зближують грилоблатид з предками щипавок.
В сучасній фауні описано 34 види в 5 родах однієї родини. З палеозою та мезозою, станом на 2013 рік, описано понад 500 видів з 50 родин.
- Інфраряд Grylloblattina
  - Archiprobnidae †
  - Bajanzhargalanidae †
  - Blattogryllidae †
  - Geinitziidae †
  - Gorochoviidae †
  - Grylloblattidae Walker 1914
  - Havlatiidae † Kukalova 1964
  - Ideliidae †
  - Idelinellidae †
  - Kortshakoliidae †
  - Liomopteridae † Sellards 1909
  - Madygenophlebiidae †
  - Megakhosaridae †
  - Mesorthopteridae †
  - Neleidae †
  - Permotermopsidae †
  - Protoblattinidae † Meunier 1909
  - Skaliciidae † Kukalova 1964
  - Stegopteridae †
  - Tomiidae †
  - Tunguskapteridae †
- Інфраряд Lemmatophorina †
  - Atactophlebiidae †
  - Daldubidae †
  - Euryptilonidae †
  - Lemmatophoridae † Sellards 1909
  - Pinideliidae † Storozhenko 1997
  - Aliculidae †
  - Camptoneuritidae †
  - Chelopteridae † Carpenter 1950
  - Demopteridae † Carpenter 1950
  - Euremiscidae †
  - Jabloniidae † Kukalova 1964
  - Mesojabloniidae † Storozhenko 1992
  - Oecanthoperlidae †
  - Permembiidae †
  - Probnidae † Sellards 1909
  - Protembiidae †
  - Protoperlidae †
  - Raaschiidae † Beckemeyer 2004
  - Sheimiidae †
  - Sojanoraphidiidae †
  - Sylvabestiidae †
  - Sylvaphlebiidae †
  - Sylvardembiidae †
  - Tillyardembiidae †
  - Tshekardominidae †
  - Visheriferidae †

Родини inserta sedis:
- Epideigmatidae † Handlirsch 1911

(Syn. = Paraphenopteridae Béthoux, Nel, Lapeyrie & Gand 2005): (Syn. = Phenopteridae Carpenter 1950)
- Juraperlidae † Huang, D.Y. & Nel 2007
- Plesioblattogryllidae † Huang, D.Y., Nel & Petrulevicius 2008

Роди inserta sedis:
- Aibolitus †
- Gurianovella
- Lodevopterum † Béthoux, Nel, Lapeyrie & Gand, 2005
- Sigmophlebia † Béthoux & Beckemeyer, 2007
- Sylvaclinicus † Aristov, 2004
- Sylvamicropteron Aristov, 2004
- Sylvanonympha
- Termoides
- Tshekardites † Aristov, 2004
- Uralotermes † Zalessky, 1937